# Rodewitz (Hochkirch)

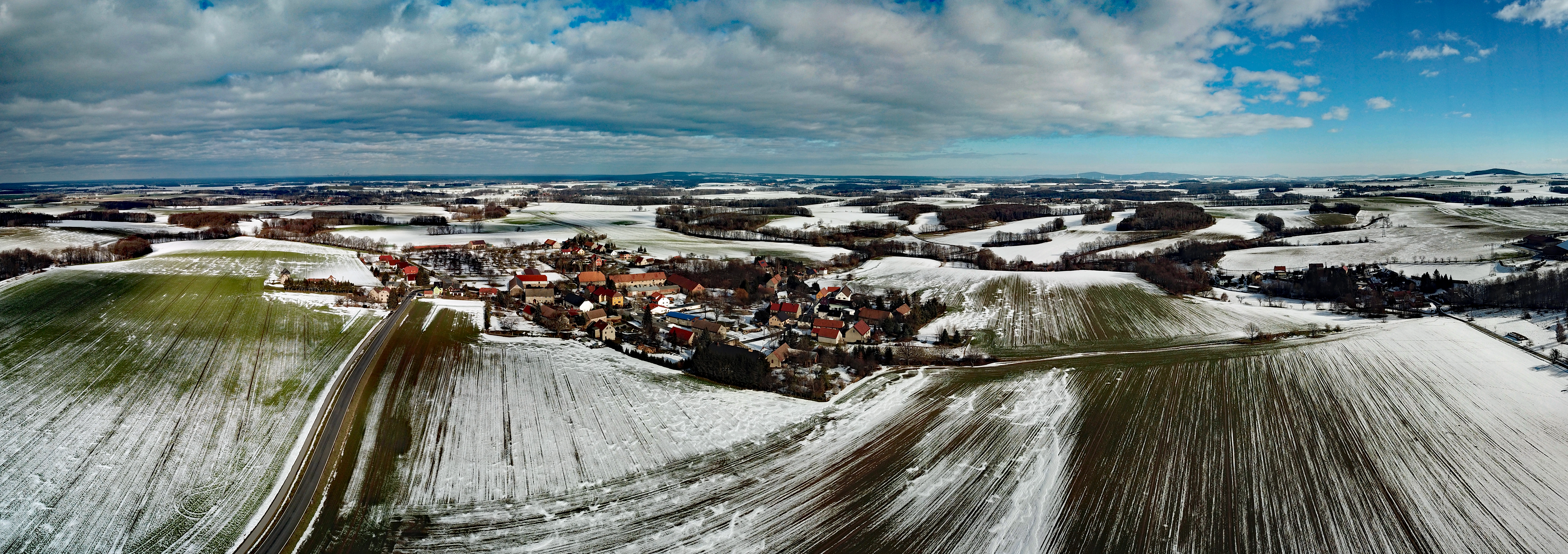
Luftbildpanorama

Rodewitz, sorbisch Rodecyⓘ, ist ein Dorf im Osten des sächsischen Landkreises Bautzen, das zur Gemeinde Hochkirch gehört. Es zählt zum offiziellen sorbischen Siedlungsgebiet in der Oberlausitz. Der Ortsname Rodewitz leitet sich wahrscheinlich von "Siedlung der Leute eines Rod" ab.

## Geografie
Der Ort befindet sich drei Kilometer nördlich des Gemeindezentrums Hochkirch auf 216 Metern über dem Meer. Die Nachbarorte sind Niethen im Süden und Wawitz im Westen. Im westlichen Teil des Ortes erhebt sich der alte Windmühlenberg.
Nach der Siedlungsanlage ist Rodewitz ein erweiterter Rundweiler.

## Geschichte
1232 werden die Brüder Gebhard und Ludger von Rodewitz genannt ("Gevehardus et Luderus frater eius de Rodeswiz"), 1391 wird dann der Ort selbst Rodewicz genannt. Der Ortsname weist auf eine Anlage als Rodungssiedlung hin. Das im Ort befindliche Rittergut Rodewitz diente während der Schlacht bei Hochkirch 1758 als Stützpunkt für Friedrich II. von Preußen.
1771 gab es neben dem 217 Hektar großen Rittergut noch sieben Bauern, elf Gärtner, sechs Häusler und zwei wüst liegende Hofstellen.
Das Rittergut Rodewitz wurde im Rahmen der Bodenreform in der Sowjetischen Besatzungszone ab 1945 enteignet und an Neubauern aufgeteilt. Später wurden die landwirtschaftlichen Gebäude durch eine LPG und das ehemalige Herrenhaus des Gutes für die Gemeindeverwaltung und Unterbringung eines Kindergartens genutzt. Heute befinden sich die noch vorhandenen Gebäude in Privatbesitz.
Bis 1965 war Rodewitz eine eigenständige Landgemeinde, seit 1935 mit dem Ortsteil Niethen. Dann wurde es zunächst nach Pommritz eingemeindet; 1993 kamen beide Orte zu Hochkirch.

## Bevölkerung
Für seine Statistik über die sorbische Bevölkerung in der Oberlausitz ermittelte Arnošt Muka in den achtziger Jahren des 19. Jahrhunderts für den Ort eine Bevölkerungszahl von 226 Einwohnern; davon waren 195 Sorben (86 %) und 31 Deutsche. Ernst Tschernik zählte in der Gemeinde Rodewitz 1956 einen sorbischsprachigen Anteil von nur noch 23,9 % der Bevölkerung. Seither ist der Anteil der Sorbisch-Sprecher weiter stark zurückgegangen.
Bis 1935 sind für Rodewitz rund 190 Einwohner verzeichnet. Durch die Eingemeindung von Niethen und die Aufnahme von Flüchtlingen und Vertriebenen nach dem Zweiten Weltkrieg stieg die Zahl auf zeitweise 383. Seit den 1990er Jahren werden die Ortsteile wieder gesondert gezählt. Die Einwohnerzahlen von Rodewitz nehmen seit dem ab von rund 170 in den 1990er Jahren bis rund 130 Ende der 2000er Jahre.
Die kirchlich organisierten Einwohner gehören zum größten Teil der evangelisch-lutherischen Kirche an. Der Ort ist seit dem 16. Jahrhundert nach Hochkirch gepfarrt.
Bevölkerungszahl:
- 1777: 7 besessene(r) Mann, 11 Gärtner, 6 Häusler, 2 Wüstungen

- 1834: 196
- 1871: 226
- 1890: 186
- 1910: 173
- 1925: 182
- 1939: 236
- 1946: 376
- 1950: 383
- 1964: 333
- 2024: 126 (aktuelle Einwohnerzahl gemäß Gemeinde Hochkirch )

## Sehenswürdigkeiten

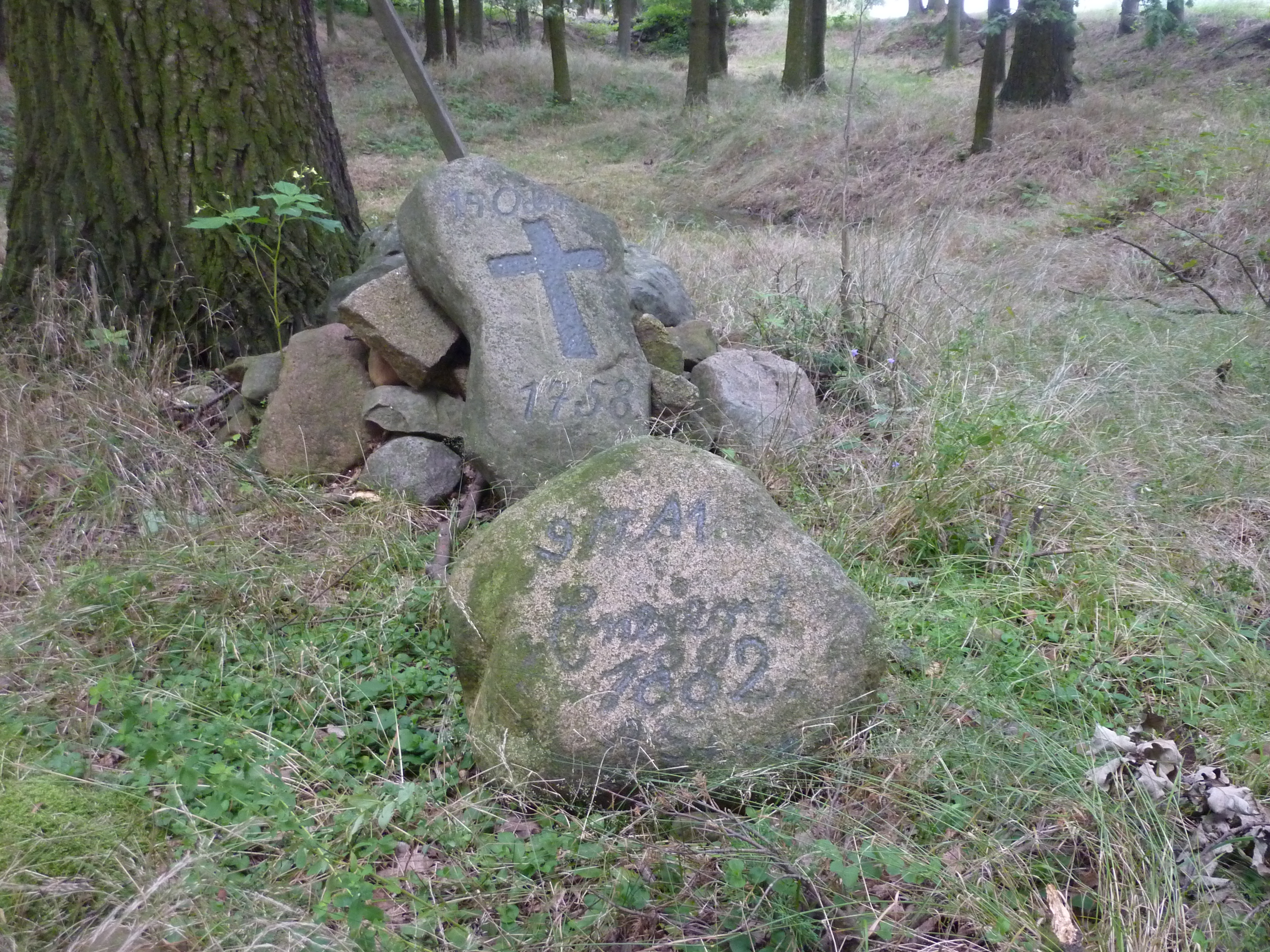
Soldatengrab Rodewitz

Die 1856 errichtete Turmholländermühle ist ein Wahrzeichen von Rodewitz. Die massive Mühle mit drehbarer Haube, wurde 1856 errichtet. Früher stand an gleicher Stelle in Rodewitz bei Hochkirch eine Bockwindmühle aus Holz, die aber abgebrannt war. Die Mühle war immer im Familienbesitz, und sie ist es auch heute noch. Bis in die 50er Jahre war auch eine Bäckerei angebunden. Die Mühle, inzwischen mit einem Dieselmotor betrieben, wurde zuletzt nur noch zum Schroten genutzt. Sie steht seit langem still, die Technik im Innern ist aber noch weitgehend vorhanden. Früher stand an gleicher Stelle eine Bockwindmühle aus Holz, die aber abgebrannt war.
Geschichtlich von Bedeutung ist auch das Soldatengrab südöstlich des Ortes mit der Inschrift „14. Okt. 1758“. Es erinnert an die Schlacht bei Hochkirch im Jahre 1758.
Am Siebenbrückenweg befinden sich historische Gehöfte.